# Дышеков, Магомет Пшиканович
Магоме́т Пшика́нович Дыше́ков (кабард.-черк. Мухьэмэд ДыщэкӀ, 1902—1942) — черкесский писатель.
Магомет Дышеков родился в 1902 году в ауле Атажукинский (ныне Карачаево-Черкесия). Окончил 3-классную светскую школу. С 1924 года работал литсотрудником в газете «Адыгэ ПсэукӀэ». Параллельно преподавал в педагогическом техникуме. В 1934 году стал членом Союза писателей СССР. В 1935 году репрессирован. Умер в лагере в 1942 году. Посмертно реабилитирован.
Первые произведения Дышекова были опубликованы в газете «Адыгэ ПсэукӀэ». В 1932 году были опубликованы его рассказы. В 1934 году вышел исторический роман «Пшэплъ» (Зарево). Также Дышеков является автором учебников «Грамматика кабардино-черкесского языка для школ I и II ступени», «Естествознание для школ I ступени».